# Bagan Baru
Bagan Baru is een bestuurslaag in het regentschap Batu Bara van de provincie Noord-Sumatra, Indonesië. Bagan Baru telt 5000 inwoners (volkstelling 2010).